# 덴마크 왕자 발데마르
덴마크 왕자 발데마르(Prince Valdemar af Danmark, 1858년 10월 27일 ~ 1939년 1월 14일)는 덴마크의 왕족이다. 덴마크 국왕 크리스티안 9세와 루이세 왕비 사이에서 막내로 태어났다. 형제자매로는 덴마크 국왕 프레데리크 8세, 영국 왕비 알렉산드라, 그리스 국왕 게오르기스, 러시아 황후 다우마, 튀라가 있다.
1885년 프랑스 국왕 루이 필리프 1세의 증손녀이자 샤르트르 공작의 딸 오를레앙 공주 마리와 결혼해 4남 1녀를 두었다. 그의 아들들은 차남 악셀을 제외하고는 전원이 귀천상혼으로 인해 왕위계승권이 박탈되었다.

## 자녀
| 사진 | 이름       | 생일             | 사망                  | 기타                                              |
| ---- | ---------- | ---------------- | --------------------- | ------------------------------------------------- |
|      | 오게       | 1887년 6월 10일  | 1940년 2월 19일(52세) | 이탈리아 백작의 딸인 마틸다 칼비와 귀천상혼, 1남  |
|      | 악셀       | 1888년 8월 12일  | 1964년 7월 14일(75세) | 스웨덴의 마르가레타와 결혼, 2남                   |
|      | 에리크     | 1890년 11월 8일  | 1950년 9월 10일(59세) | 캐나다인 로이즈 프란시스 부스와 귀천상혼, 1남 1녀 |
|      | 비고       | 1893년 12월 25일 | 1970년 1월 4일(76세)  | 미국인 엘리노어 그린과 귀천상혼, 자녀 없음        |
|      | 마르가레트 | 1895년 9월 17일  | 1982년 9월 18일(87세) | 부르봉파르마의 르네와 결혼, 3남 1녀               |